# Розпізнавання мережевих застосунків
Розпізнавання мережних застосунків (англ. Network Based Application Recognition, NBAR) — механізм, що використовується в комп'ютерних мережах для розпізнавання потоку даних (dataflow) за першим переданим пакунком.
Обладнання комп'ютерних мереж, яке використовує NBAR, проводить ретельний аналіз пакунка (deep packet inspection) для першого пакунка в потоці даних для визначення категорії трафіку, до якої належить даний потік. Потім воно налаштовує внутрішні ПЛІС для відповідної обробки потоку. Класифікація зазвичай відбувається за інформацією 4-го рівня моделі OSI, але нові програми ускладнюють такий підхід.
Підхід NBAR є корисним для боротьби з шкідливим програмним забезпеченням, яке використовує відомі порти, щоб підробити "пріоритетний трафік", а також нестандартними застосунками, що використовують динамічні порти. Тому NBAR також відоме як категоризація OSI layer 7.
В маршрутизаторах Cisco, NBAR переважно використовується для QoS і безпеки.